# Publius Petronius Turpilianus (triumvir monetalis)
Publius Petronius Turpilianus was een Romeins politicus uit de vroege keizertijd.

## Afkomst en familie
Publius Petronius Turpilianus was vermoedelijk een zoon van Publius Petronius, die van 25 tot 20 v. Chr. prefect van Egypte was. Men vermoedt dat hij het cognomen Turpilianus dankte aan zijn moeder, die dan Turpilia geheten zou hebben en mogelijk afstamde van de dichter Turpilius. Over het algemeen neemt men aan dat Turpilianus de vader is van de Publius Petronius die in 19 na Chr. consul suffectus was en onder Caligula gouverneur van Syria en van de Gaius Petronius die in 25 na Chr. consul suffectus was.

## Carrière

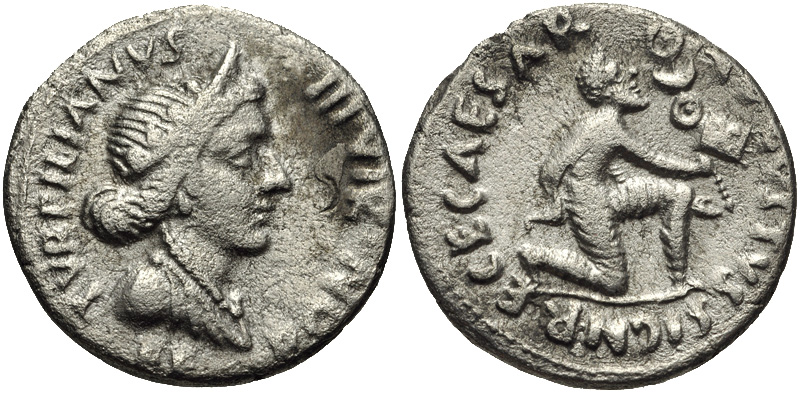
Denarius uit 19 v.Chr., waarop wordt gememoreerd aan Augustus' succes om de eerder buitgemaakte Romeinse veldtekens terug te krijgen van de Parthische koning Phraates IV. De kopzijde (links) toont Feronia met een diadeem; de legende noemt Turpilianus als triumvir monetalis. De achterzijde toont een geknielde Parthische strijder die een Romeinse legerstandaard overhandigt.

In 19 v. Chr. benoemde keizer Augustus Turpilianus als triumvir monetalis, het ambt van muntmeester, waarin hij (samen met twee andere triumviri) verantwoordelijk was voor de uitgifte van munten. Turpilianus bekleedde het ambt tegelijkertijd met Lucius Aquilius Florus en Marcus Durmius. Verschillende munten waarop Turpilianus' naam vermeld is, zijn bewaard gebleven (met name uit 19-18 v. Chr., maar mogelijk ook nog uit 17 v.Chr.). De munten illustreren hoezeer Turpilianus, in lijn met de functie die munten toentertijd vervulden, bijdroeg aan de propaganda voor het nog jonge principaat van Augustus.
Het is aannemelijk dat Turpilianus het ambt ontving als beloning voor het succesvolle gouverneurschap van zijn vader over Egypte. Het ambt van triumvir monetalis vergrootte de maatschappelijke en financiële positie van de familie aanzienlijk en werd vaak gezien als springplank naar de senatorenstand. Men neemt dan ook aan dat de familie van de Petronii in deze tijd de senatoriale status kreeg.
Vermoedelijk moeten we deze Turpilianus eveneens identificeren met de in een inscriptie vermelde gelijknamige proconsul van Hispania Baetica uit 6/5 v. Chr. Over het verdere verloop van Turpilianus' carrière is verder niets overgeleverd. Dat zijn beide zoons onder Tiberius het ambt van consul suffectus bekleed hebben, illustreert echter het hoge aanzien waarin de familie van Petronius inmiddels was komen te staan.